# Instytut Religioznawstwa Uniwersytetu Jagiellońskiego
Instytut Religioznawstwa Uniwersytetu Jagiellońskiego – jeden z instytutów działających w obrębie Wydziału Filozoficznego Uniwersytetu Jagiellońskiego, specjalizujący się w interdyscyplinarnych studiach nad religią, połączonych z porównawczymi studiami nad kulturą.

## Historia
Instytut powstał w 1974 jako pierwszy taki ośrodek w Polsce w wyniku przekształcenia Podyplomowego Studium Filozoficzno-Religioznawczego, utworzonego dwa lata wcześniej w Instytucie Filozofii UJ. Na początku swojej działalności dydaktycznej Instytut obsługiwał trzysemestralne Podyplomowe Studium Filozoficzno-Religioznawcze, przekształcone w 1987 w czterosemestralne Studium Religioznawcze i ostatecznie zawieszone w 1992 roku, a także dwuletnie Studium Filozoficzno-Religioznawcze, funkcjonujące w latach 1975–1984 i przeznaczone dla studentów chcących studiować religioznawstwo równolegle z innym kierunkiem studiów. W 1980 rozpoczęto prowadzenie pięcioletnich, stacjonarnych studiów magisterskich z zakresu religioznawstwa, zaś w 1994 także studiów niestacjonarnych. Ostateczną postać studia w ramach IR UJ przybrały w 1992 w wyniku wyodrębnienia Wydziału Filozoficznego UJ z dawnego Wydziału Filozoficzno-Historycznego.

## Struktura organizacyjna
W ramach Instytutu Religioznawstwa UJ działa 6 zakładów oraz 2 pracownie.

## Poczet dyrektorów
Funkcję dyrektora tego instytutu pełnili:
- dr hab. Jan Pawlica (1972–1980)
- dr hab. Jacek Majchrowski (1980–1986)
- dr hab. Włodzimierz Pawluczuk (1986–1993)
- dr hab. Halina Grzymała-Moszczyńska (1993–1996)
- dr Kazimierz Banek (1996–1999)
- prof. dr hab. Jan Drabina (1999–2005)
- dr hab. Łukasz Trzciński (2005–2006)
- prof. dr hab. Jan Drabina (2006–2008)
- dr hab. Kazimierz Banek (2008–2012)
- dr hab. Tomasz Sikora (2012–2016)
- dr hab. Lech Trzcionkowski (2016–2020)
- prof. UJ dr hab. Elżbieta Przybył-Sadowska (od 2020[4])

## Inni pracownicy naukowo-dydaktyczni
Do grona pracowników naukowo-dydaktycznych Instytutu (także dawniej zatrudnionych) należą również:
- Stanisław Cinal
- Bogumił Grott
- Henryk Hoffmann
- Tadeusz Margul
- Jerzy Ochmann
- Zbigniew Pasek
- Piotr Stawiński
- Jerzy Woźniak

## Działalność naukowa
Przy Instytucie wydawane są następujące czasopisma: Studia Religiologica, Nomos: Kwartalnik Religioznawczy oraz Periodyk Młodych Religioznawców „Ex Nihilo”.

## Działalność studencka

### Koło Naukowe Studentów Religioznawstwa UJ
Przy Instytucie działa Koło Naukowe Studentów Religioznawstwa UJ. Koło powstało w 2000 roku i zajmuje się organizacją badań naukowych, konferencji, spotkań z różnymi grupami wyznaniowymi oraz wydawaniem własnych publikacji naukowych, w tym „Ex Nihilo”. Koło należy do Rady Kół Naukowych UJ.